# Fessia hohenackeri
Fessia hohenackeri är en sparrisväxtart som först beskrevs av Fisch. och Carl Anton von Meyer, och fick sitt nu gällande namn av Franz Speta. Fessia hohenackeri ingår i släktet Fessia och familjen sparrisväxter. Inga underarter finns listade i Catalogue of Life.